# Ospedale Santobono Pausilipon
L'Azienda Ospedaliera di Rilievo Nazionale Santobono Pausilipon è una struttura ospedaliera ed universitaria italiana specializzata in ambito pediatrico, operante attraverso due nosocomi distinti siti a Napoli con l'Ospedale Santobono ubicato nel quartiere Arenella e l'Ospedale Pausilipon nel quartiere Posillipo.

## Storia
Nati inizialmente come centri dedicati alla prevenzione della tubercolosi, gli ospedali Santobono e Pausilipon hanno per lungo tempo fatto parte del medesimo Ente Ospedaliero Regionale Pediatrico, noto come Ospedali Riuniti per Bambini di Napoli.
Collocati in aree differenti del territorio cittadino, devono i loro nomi alle rispettive zone di insediamento: l’ospedale Santobono prende il nome dall’antica proprietà su cui fu edificato, il Parco di Villa Caracciolo di Santobono, mentre il Pausilipon deriva dal toponimo della zona collinare di Posillipo.
La sede legale e amministrativa dell'Azienda ospedaliera si trova nei pressi della Riviera di Chiaia (Via della Croce Rossa) all'interno degli edifici che ospitavano il primo ospedale chirurgico pediatrico d'Italia, fondato dalla duchessa Teresa Filangieri Fieschi Ravaschieri.

### Ospedale Santobono
L'Ospedale Santobono ha origine nel 1918, quando fu istituito come Preventorio antitubercolare infantile all’interno della storica villa dei Principi Santobono, situata nel quartiere Arenella. L'antico complesso, accessibile da via San Gennaro ad Antignano, presentava un'imponente struttura in stile classico, articolata su tre piani, con cortili interni, una chiesa e vasti spazi verdi.
Nel 1939 il professor Enrico Tatafiore fu nominato primario del preventorio, dove si accoglievano numerosi bambini affetti da tubercolosi. Data la lunga durata delle cure, furono attivate scuole elementari interne, ospitate nei padiglioni Silly.
Con la riforma sanitaria prevista dalla legge del Cavaliere, il preventorio venne gradualmente trasformato in ospedale e integrato negli Ospedali Riuniti per Bambini di Napoli. Nel 1954 ebbe inizio l'attività clinica nella nuova sede ospedaliera moderna, realizzata a circa 200 metri dalla villa originaria, in via Mario Fiore.
Nel 1956 l'ospedale fu ufficialmente inaugurato alla presenza del sindaco di Napoli Achille Lauro, seguito nel 1957 dalla visita del ministro della Salute Vincenzo Monaldi. Negli anni successivi, l’ospedale si distinse per la creazione di importanti servizi: nel 1948 fu fondato il Centro di Auxologia, secondo in Italia e nel 1958, in risposta a un'epidemia di poliomielite, venne attivato un reparto di accettazione presso l'Ospedale Lina Ravaschieri.
Negli anni '60 furono affrontate situazioni di emergenza sanitaria, come l'epidemia di vaiolo e avviati importanti lavori di ampliamento strutturale: fu demolita la villa originaria per fare spazio a un nuovo edificio in cemento armato, seguito dalla costruzione di un prefabbricato metallico avanzato destinato ad accogliere i principali reparti, tra cui Pediatria, Chirurgia, Neonatologia, Rianimazione e Pronto Soccorso.
Nel 1963 l'ospedale ricevette la visita del Presidente della Repubblica Antonio Segni e nel 1986 quella del Presidente Francesco Cossiga.
Il dott. Pasquale Perrotta, già responsabile del reparto durante l'emergenza poliomielitica, fondò in seguito il Centro di Auxoendocrinologia e Diabetologia dell’Infanzia e dell’Adolescenza.

### Ospedale Pausilipon
L'Ospedale Pausilipon si trova sulla collina di Posillipo, affacciata sul golfo di Napoli. Fondato nel 1918 nei locali di Villa Dini, fu inizialmente denominato Opera Pia Pausilipon e rappresentò il primo ospedale pediatrico della città e dell'Italia meridionale.
Già dagli anni '80, la struttura si specializzò nelle patologie ematologiche pediatriche. Nel 1990 fu fondata l'Associazione Carmine Gallo, costituita da genitori di pazienti, con l'obiettivo di sostenere le cure e l'assistenza dei bambini affetti da patologie onco-ematologiche. L’impegno dell'associazione contribuì in modo determinante allo sviluppo dei servizi dell'ospedale.
Nel 1992 venne istituita una terza divisione di Pediatria dedicata esclusivamente all’emato-oncologia pediatrica, sotto la direzione del prof. Vincenzo Poggi. Due anni dopo, nel 1994, fu realizzata la prima camera sterile per il trapianto di midollo osseo. Nel 1995, grazie all'acquisto del primo criocongelatore da parte dell’associazione, fu istituita la Banca del sangue da cordone ombelicale. Nel 1996 fu eseguito il primo trapianto con cellule da cordone ombelicale.
A partire dal 2002, l'ospedale ha ampliato ulteriormente la sua attività clinica accogliendo la chirurgia oncologica e, l'anno successivo, l'oncologia solida proveniente dalla pediatria del secondo policlinico di Napoli (oggi Azienda Ospedaliera Universitaria Federico II). In questa fase giunsero anche nuove associazioni di genitori, tra cui AcLTI e OPEN.
Nel 2004, il reparto trapianti fu potenziato con la creazione del reparto "Serena Tracaro, dotato di due nuove camere sterili. Tra il 2006 e il 2007, furono aggiunti ulteriori quattro posti letto sterili grazie a una donazione del cardinale Crescenzio Sepe. Lo stesso piano ospita il Servizio Immuno-Trasfusionale (S.I.T.), responsabile della raccolta e distribuzione del sangue e dei suoi derivati, della raccolta di cellule staminali periferiche e dell’irradiazione degli emocomponenti. Al primo piano si trova invece il reparto di Onco-Ematologia pediatrica.
Nel 2006 fu istituita una postazione in Day Hospital per l’esecuzione di procedure senza dolore, grazie all’introduzione della sedoanalgesia. Nel 2011 fu inaugurata, sempre dal cardinale Sepe, la residenza "Alma Mater", destinata all'accoglienza dei genitori dei piccoli pazienti e al supporto per le cure palliative pediatriche.
Nel 2012, l'Associazione OPEN ha finanziato la completa ristrutturazione del terzo piano dell'ospedale, dedicato all'oncologia medica e chirurgica.

## Struttura
L'Ospedale Santobono è articolato in quattro padiglioni principali: "Santobono", "Torre", "Volano" e "Ravaschieri". La struttura è situata a Napoli in via Mario Fiore, 6, nel quartiere Arenella, con ulteriori locali annessi in via Conte della Cerra.
L'Ospedale Pausilipon si trova a Napoli in via Posillipo, 226 nell'omonimo quartiere.
Le attività della Direzione Strategica, gli uffici amministrativi centrali e il polo didattico, sede del corso di laurea in Scienze Infermieristiche Pediatriche, sono localizzati presso l'ex Ospedale Ravaschieri, in via della Croce Rossa, 8, nel quartiere Chiaia.

## Dipartimenti e reparti
Di seguito sono riportati i Dipartimenti ed i reparti:

### Dipartimento dei servizi sanitari
- U.O.C. Anatomia Patologica
- U.O.C. Diagnostica per Immagini
- U.O.C. Patologia Clinica
- U.O.S.D. Diagnostica per Immagini in Emergenza Urgenza
- U.O.S. Diagnostica per Immagini Pausilipon
- U.O.S. Istopatologia Gastrointestinale Pediatrica

### Dipartimento di oncologia, ematologia e terapie cellulari
- U.O.C. Oncoematologia Pediatrica
- U.O.C. Oncologia Pediatrica
- U.O.C. Trapianto di Cellule Ematopoietiche e Terapie Cellulari
- U.O.S.D. BA.S.CO. Manipolazione Cellulare e Immunogenetica
- U.O.S.D. DH - Day Service Oncologico
- U.O.S. Medicina Trasfusionale
- U.O.S. Neuro Oncologia
- U.O.S. Centro Regionale Pediatrico Malattie della Coagulazione

### Dipartimento di neuroscienze e riabilitazione
- U.O.C. Neurochirurgia Pediatrica
- U.O.C. Neurologia e Neuroriabilitazione
- U.O.C. Neuroradiologia
- U.O.S.D. Malattie Neuro-Endocrine e Centro Obesità
- U.O.S.D. Neuropsichiatria Infantile
- U.O.S.D. Neurochirurgia Funzionale
- U.O.S.D. Riabilitazione Intensiva e Ortopedia Funzionale
- U.O.S.D. Chirurgia Cranio Maxillo Facciale
- U.O.S.D. Neurofisiopatologia

### Dipartimento delle specialità pediatriche
- U.O.C. Gastroenterologia ed Epatologia Pediatrica
- U.O.C. Nefrologia Pediatrica e Dialisi - Centro Trapianti Rene
- U.O.C. Pneumologia, UTSIR e Riabilitazione Respiratoria
- U.O.S.D. Endocrinologia e Auxologia
- U.O.S.D. Centro Regionale Pediatrico Nutrizione Clinico NAD e Dietetico
- U.O.S. Epatologia Pediatrica

### Dipartimento delle specialità chirurgiche
- U.O.C. Ortopedia e Traumatologia
- U.O.C. Otorinolaringoiatria e Centro di Riferimento Regionale Impianti Cocleari
- U.O.C. Oculistica e Centro di Riferimento Regionale per la Retinopatia del Pretermine
- U.O.S.D. Odontoiatria
- U.O.S. Traumatologia
- U.O.S. Audiologia e Foniatria
- U.O.S. Chirurgia delle Prime Vie Aeree

### Dipartimento di pediatra generale e d'urgenza
- U.O.C. Pediatria d’Urgenza, P.S. e Terapia Sub-Intensiva
- U.O.C. Pediatria Generale e Dermo-Immuno-Reumatologia
- U.O.C. Pediatria delle Malattie Croniche e Multifattoriali
- U.O.S.D. Malattie Metaboliche
- U.O.S.D. Genetica Medica
- U.O.S.D. Cardiologia Pediatrica
- U.O.S.D. DH - Day Service Pediatrico e Pre-Ospedalizzazione
- U.O.S. Emergenza e Accettazione Pediatrica

### Dipartimento di area critica
- U.O.C. Terapia Intensiva Neonatale e Neonatologia
- U.O.C. Terapia Intensiva Pediatrica
- U.O.C. Anestesia e Centro di Medicina Iperbarica
- U.O.S.D. Terapia del Dolore - Sedo Analgesia
- U.O.S.D. Cure Domiciliari Complesse e Centro Regionale Cure Palliative Pediatriche
- U.O.S.D. Anestesia e Terapia Intensiva Pausilipon
- U.O.S.D. Attività Anestesiologiche Operatorie

### Dipartimento di chirurgia pediatrica
- U.O.C. Chirurgia Pediatrica e Day-Surgery
- U.O.C. Chirurgia Pediatrica, Neonatale e d’Urgenza
- U.O.C. Urologia Pediatrica
- U.O.S.D. Chirurgia Plastica e Centro Ustioni Pediatrico
- U.O.S.D. Chirurgia ad Indirizzo Oncologico
- U.O.S. Chirurgia ad Indirizzo Andrologico
- U.O.S. Chirurgia Mini-Invasiva
- U.O.S. Chirurgia Trapiantologica

### Dipartimento funzionale emergenza accettazione e CTS pediatrico
- U.O.C. Terapia intensiva neonatale e neonatologia
- U.O.C. Terapia intensiva pediatrica
- U.O.C. Anestesia e centro di medicina iperbarica
- U.O.C. Pediatria d’urgenza, P.S. e terapia sub-intensiva
- U.O.C. Nefrologia pediatrica e dialisi - centro trapianti rene
- U.O.C. Pneumologia, UTSIR e riabilitazione respiratoria
- U.O.C. Gastroenterologia ed epatologia pediatrica
- U.O.C. Chirurgia pediatrica, neonatale e d’urgenza
- U.O.C. Ortopedia e traumatologia
- U.O.C. Otorinolaringoiatria e centro di riferimento regionale impianti cocleari
- U.O.C. Oculistica e centro di riferimento regionale per la retinopatia del pretermine
- U.O.C. Neurochirurgia pediatrica
- U.O.S.D. Neurologia e neuroriabilitazione
- U.O.S.D. Cardiologia pediatrica
- U.O.S.D. Chirurgia ad indirizzo oncologico
- U.O.S.D. Chirurgia plastica e centro ustioni pediatrico
- U.O.S.D. Neuropsichiatria infantile
- U.O.S. Diagnostica per immagini in emergenza urgenza
- U.O.S. Emergenza e accettazione pediatrica
- U.O.S. Chirurgia mini-invasiva
- U.O.S. Chirurgia trapiantologica
- U.O.S. Traumatologia

### Dipartimento funzionale delle malattie croniche e rare, della telemedicina e dell’assistenza domiciliare
- U.O.C. Pediatria delle malattie croniche e multifattoriali
- U.O.C. Pediatria generale e dermo-immuno-reumatologia
- U.O.C. Gastroenterologia ed epatologia pediatrica
- U.O.C. Nefrologia pediatrica e dialisi - centro trapianti rene
- U.O.C. Pneumologia, UTSIR e riabilitazione respiratoria
- U.O.C. Chirurgia pediatrica, neonatale e d’urgenza
- U.O.C. Urologia pediatrica
- U.O.C. Ortopedia e traumatologia
- U.O.C. Neurochirurgia pediatrica
- U.O.C. Neurologia e neuroriabilitazione
- U.O.C. Oncologia pediatrica
- U.O.C. Oncoematologia pediatrica
- U.O.S.D. Cardiologia pediatrica
- U.O.S.D. Genetica medica
- U.O.S.D. Malattie metaboliche
- U.O.S.D. DH e Day service pediatrico e pre-ospedalizzazione
- U.O.S.D. Centro regionale pediatrico di nutrizione clinica NAD e dietetica
- U.O.S.D. Endocrinologia e auxologia
- U.O.S.D. Chirurgia plastica e centro ustioni pediatrico
- U.O.S.D. Neuropsichiatria infantile
- U.O.S.D. Malattie neuro-endocrine e centro obesità
- U.O.S.D. Riabilitazione intensiva e ortopedia funzionale
- U.O.S.D. Neurofisiopatologia
- U.O.S.D. Cure domiciliari complesse e centro regionale cure palliative pediatriche
- U.O.S.D. DH - Day service oncologico
- U.O.S.D. Centro regionale pediatrico malattie della coagulazione
- U.O.S.D. Medicina trasfusionale

## Fondazione Santobono Pausilipon
La Fondazione Santobono Pausilipon è un ente non profit istituito nel 2010 con l'obiettivo di supportare l’Azienda Ospedaliera.
La Fondazione si ispira ai valori della duchessa Teresa Filangieri Fieschi Ravaschieri, fondatrice nel 1918 del primo ospedale chirurgico pediatrico italiano, situato sulla Riviera di Chiaia a Napoli. La sede della Fondazione si trova proprio nei locali dell’ex Ospedale Ravaschieri.
La Fondazione opera a livello nazionale e si avvale del supporto di volontari, donatori e partner istituzionali. È iscritta come ONLUS e al Registro delle Persone Giuridiche.

## Collegamenti
L'ospedale Santobono è raggiungibile tramite:
- Metropolitana di Napoli
  -  Medaglie d'Oro
  -  Salvator Rosa
- Linee autobus
  - 130 Piazza Garibaldi – Piazza Medaglie d’Oro
  - 139 Cardarelli (Ospedale) – Dante – Via Monteoliveto
  - 147 Via Suarez – Via Tanucci
  - 181 Piazzale Tecchio – Via Gemito
  - C44 Via Suarez – Via dell'Eremo

Mentre l'ospedale Pausilipon è raggiungibile tramite:
- Linee autobus
  - 140 Capo Posillipo – Via Santa Lucia
  - N7 Deposito Cavalleggeri d'Aosta

- Metropolitana di Napoli
  -  Mergellina
- Servizio ferroviario metropolitano di Napoli
  -  Napoli Mergellina

Le due stazioni si trovano a circa 3 km dall'Ospedale Pausilipon, da cui è possibile raggiungere la struttura con l'autobus 140 di ANM, che effettua una fermata proprio dinanzi al nosocomio.